# Шалински рејон
Шалински рејон (рус. Шалинский райо́н) је дистрикт Чеченија, дела Руске Федерације. Административни центар рејона налази се у граду Шалију. По попису из 2002, рејон има 109.218 становника док је по попису из 1989. године имао 126.590 становника.